# Оливер, Уолтер
Уо́лтер Ре́джинальд Брук О́ливер (англ. Walter Reginald Brook Oliver; 7 сентября 1883, Лонсестон — 16 мая 1957, Веллингтон) — новозеландский ботаник и орнитолог.

## Биография
В 13 лет Уолтер Оливер с родителями эмигрировал в город Тауранга в Новой Зеландии. Между 1900 и 1914 годами он работал служащим в новозеландской таможне. Эта должность позволила ему совершить экспедиции на острова Кермадек, Чатем, Стьюарт и Лорд-Хау и собрать важные геологические, ботанические и орнитологические данные. С 1914 года он участвует в Первой мировой войне, служил при New Zealand Expeditionary Force во Франции. В 1919 году он предпринял свою первую ботаническую экспедицию в Таити. Между 1920 и 1927 годами он работал научным ассистентом в музее Веллингтона. Между 1924 и 1927 годами он учился в университете им. Виктории в Веллингтоне, где получил степень бакалавра. В 1927 году он стал членом Королевской академии наук Новой Зеландии. С 1928 по 1947 годы он был директором музея в Веллингтоне.
В 1930 году вышла в свет его книга «Птицы Новой Зеландии» (New Zealand Birds), ставшая самым важным фундаментальным трудом о новозеландской фауне. В 1934 году он получает степень доктора в университете Новой Зеландии. В 1939 году он стал членом Британского союза орнитологов. С 1943 по 1944 год он был президентом Королевского союза орнитологов Австралии. С 1943 по 1944 год он был президентом Королевского научного общества Новой Зеландии. В 1956 году он предпринял последнюю частную экспедицию на остров Норфолк.
Оливер описал несколько видов животных, среди которых хохлатый пингвин Eudyptes robustus и морская улитка Calliostoma waikanae, а также некоторые растения (Метросидерос кермадекский).

## Труды (выборочно)
- 1923: Marine Littoral Plant and Animal Communities in New Zealand
- 1924: Report of the Sixteenth Meeting of the Australasian Association for the Advancement of Science. Wellington Meeting, January 1923
- 1928: The Flora of the Waipaoa Series (Later Pliocene) of New Zealand
- 1930: New Zealand Birds (Nachdruck 1955 und 1974)
- 1935: The genus Coprosma
- 1948: Nature Study : Plants and Animals of New Zealand
- 1949: The Moas of New Zealand and Australia
- 1951: Botanical Discovery in New Zealand